# Ossian, Indiana
Ossian är en kommun (town) i Wells County i Indiana. Orten har fått sitt namn efter huvudpersonen i Ossians sånger. Vid 2010 års folkräkning hade Ossian 3 289 invånare.